# 24 uur van Le Mans 2007

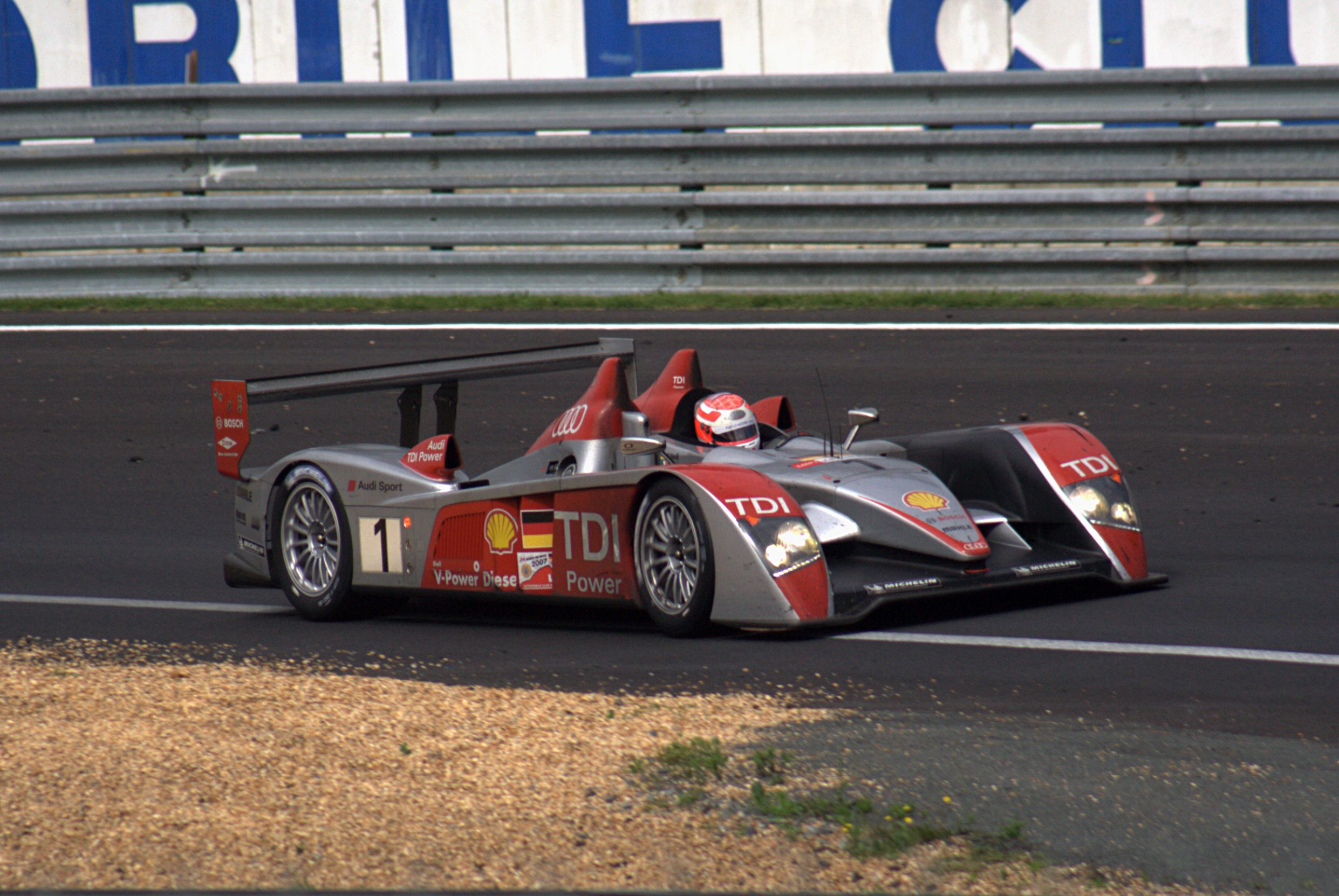
De winnende auto: de Audi R10 TDI #1

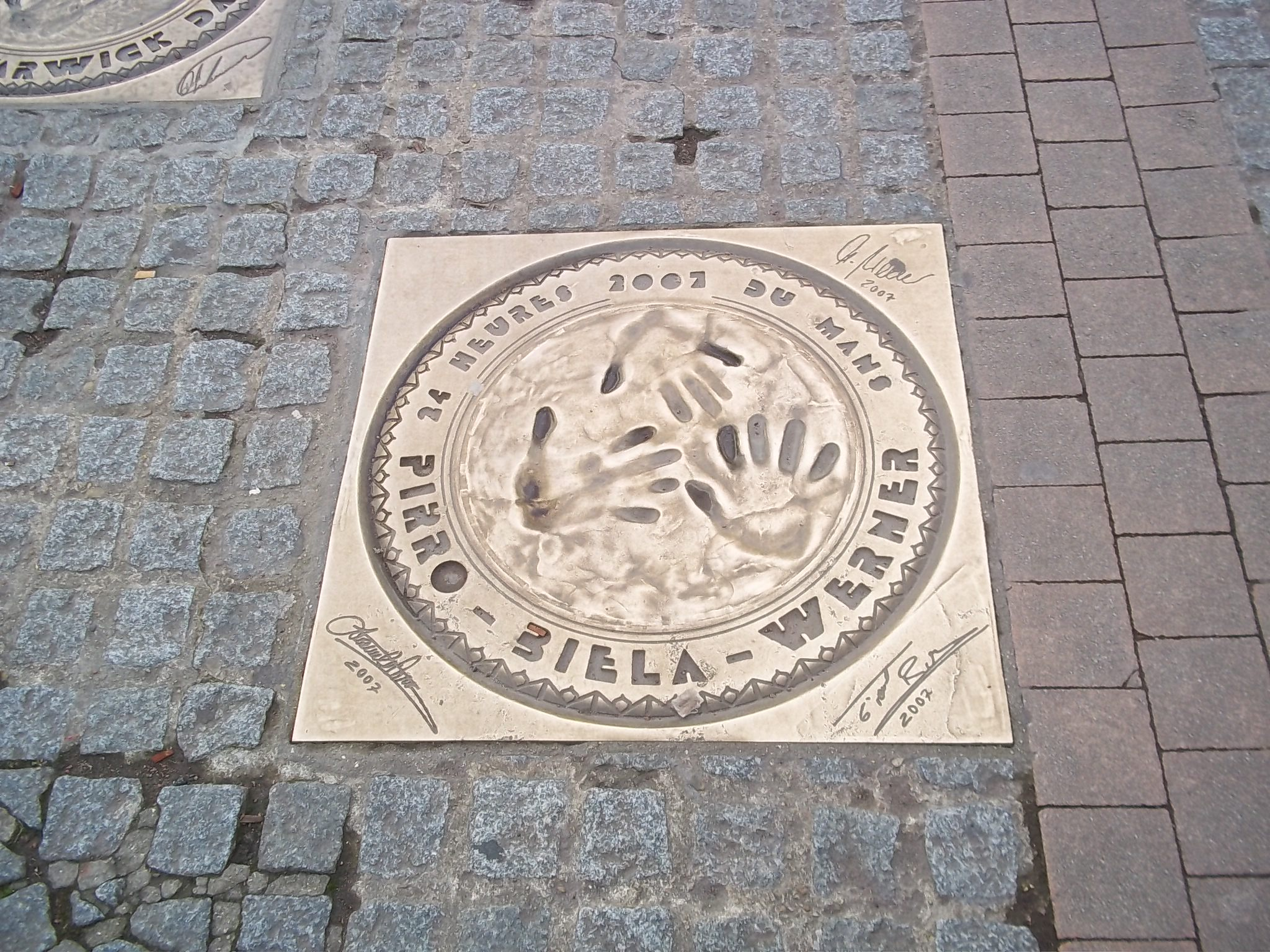
Handafdrukken van de winnende coureurs in de Hall of Fame in Le Mans

De 24 uur van Le Mans 2007 was de 75e editie van deze endurancerace. De race werd verreden op 16 en 17 juni 2007 op het Circuit de la Sarthe nabij Le Mans, Frankrijk.
De race werd gewonnen door de Audi Sport North America #1 van Marco Werner, Emanuele Pirro en Frank Biela, die het vorige jaar de race ook wonnen. Voor Werner was het zijn derde overwinning, terwijl Pirro en Biela allebei hun vijfde zege boekten. De LMP2-klasse werd gekenmerkt door het hoge aantal uitvalbeurten; slechts twee auto's haalden de finish, nog achter de winnaars van de beide GT-klassen. De klasse werd gewonnen door de Binnie Motorsports #31 van William Binnie, Allen Timpany en Chris Buncombe. De GT1-klasse werd gewonnen door de Aston Martin Racing #009 van David Brabham, Darren Turner en Rickard Rydell. De GT2-klasse werd gewonnen door de IMSA Performance Matmut #76 van Raymond Narac, Richard Lietz en Patrick Long.

## Race
Winnaars in hun klasse zijn vetgedrukt.
- Auto's die minder dan 70% van de afstand van de winnaar (258 ronden) hadden afgelegd, werden niet geklasseerd.

| Pos. | Klasse | No. | Team                                     | Coureurs                                                | Chassis                             | Banden | Ronden |
| Pos. | Klasse | No. | Team                                     | Coureurs                                                | Motor                               | Banden | Ronden |
| ---- | ------ | --- | ---------------------------------------- | ------------------------------------------------------- | ----------------------------------- | ------ | ------ |
| 1    | LMP1   | 1   | Audi Sport North America                 | Marco Werner Emanuele Pirro Frank Biela                 | Audi R10 TDI                        | M      | 369    |
| 1    | LMP1   | 1   | Audi Sport North America                 | Marco Werner Emanuele Pirro Frank Biela                 | Audi TDI 5.5L Turbo V12 (Diesel)    | M      | 369    |
| 2    | LMP1   | 8   | Team Peugeot Total                       | Stéphane Sarrazin Pedro Lamy Sébastien Bourdais         | Peugeot 908 HDi FAP                 | M      | 359    |
| 2    | LMP1   | 8   | Team Peugeot Total                       | Stéphane Sarrazin Pedro Lamy Sébastien Bourdais         | Peugeot HDi 5.5L Turbo V12 (Diesel) | M      | 359    |
| 3    | LMP1   | 16  | Pescarolo Sport                          | Emmanuel Collard Jean-Christophe Boullion Romain Dumas  | Pescarolo 01                        | M      | 358    |
| 3    | LMP1   | 16  | Pescarolo Sport                          | Emmanuel Collard Jean-Christophe Boullion Romain Dumas  | Judd GV5.5 S2 5.5L V10              | M      | 358    |
| 4    | LMP1   | 18  | Rollcentre Racing                        | Stuart Hall João Barbosa Martin Short                   | Pescarolo 01                        | D      | 347    |
| 4    | LMP1   | 18  | Rollcentre Racing                        | Stuart Hall João Barbosa Martin Short                   | Judd GV5.5 S2 5.5L V10              | D      | 347    |
| 5    | GT1    | 009 | Aston Martin Racing                      | David Brabham Darren Turner Rickard Rydell              | Aston Martin DBR9                   | M      | 343    |
| 5    | GT1    | 009 | Aston Martin Racing                      | David Brabham Darren Turner Rickard Rydell              | Aston Martin 6.0L V12               | M      | 343    |
| 6    | GT1    | 63  | Corvette Racing                          | Johnny O'Connell Jan Magnussen Ron Fellows              | Chevrolet Corvette C6.R             | M      | 342    |
| 6    | GT1    | 63  | Corvette Racing                          | Johnny O'Connell Jan Magnussen Ron Fellows              | Chevrolet LS7-R 7.0L V8             | M      | 342    |
| 7    | GT1    | 008 | Aston Martin Racing Larbre               | Christophe Bouchut Fabrizio Gollin Casper Elgaard       | Aston Martin DBR9                   | M      | 341    |
| 7    | GT1    | 008 | Aston Martin Racing Larbre               | Christophe Bouchut Fabrizio Gollin Casper Elgaard       | Aston Martin 6.0L V12               | M      | 341    |
| 8    | LMP1   | 15  | Charouz Racing System                    | Jan Charouz Stefan Mücke Alex Yoong                     | Lola B07/17                         | M      | 338    |
| 8    | LMP1   | 15  | Charouz Racing System                    | Jan Charouz Stefan Mücke Alex Yoong                     | Judd GV5.5 S2 5.5L V10              | M      | 338    |
| 9    | GT1    | 007 | Aston Martin Racing                      | Johnny Herbert Peter Kox Tomáš Enge                     | Aston Martin DBR9                   | M      | 337    |
| 9    | GT1    | 007 | Aston Martin Racing                      | Johnny Herbert Peter Kox Tomáš Enge                     | Aston Martin 6.0L V12               | M      | 337    |
| 10   | GT1    | 54  | Team Oreca                               | Laurent Groppi Nicolas Prost Jean-Philippe Belloc       | Saleen S7-R                         | M      | 337    |
| 10   | GT1    | 54  | Team Oreca                               | Laurent Groppi Nicolas Prost Jean-Philippe Belloc       | Ford 7.0L V8                        | M      | 337    |
| 11   | GT1    | 100 | Aston Martin Racing BMS                  | Fabio Babini Jamie Davies Matteo Malucelli              | Aston Martin DBR9                   | P      | 336    |
| 11   | GT1    | 100 | Aston Martin Racing BMS                  | Fabio Babini Jamie Davies Matteo Malucelli              | Aston Martin 6.0L V12               | P      | 336    |
| 12   | GT1    | 72  | Luc Alphand Aventures                    | Luc Alphand Jérôme Policand Patrice Goueslard           | Chevrolet Corvette C6.R             | M      | 327    |
| 12   | GT1    | 72  | Luc Alphand Aventures                    | Luc Alphand Jérôme Policand Patrice Goueslard           | Chevrolet LS7-R 7.0L V8             | M      | 327    |
| 13   | LMP1   | 17  | Pescarolo Sport                          | Harold Primat Christophe Tinseau Benoît Tréluyer        | Pescarolo 01                        | M      | 325    |
| 13   | LMP1   | 17  | Pescarolo Sport                          | Harold Primat Christophe Tinseau Benoît Tréluyer        | Judd GV5.5 S2 5.5L V10              | M      | 325    |
| 14   | GT1    | 67  | Convers MenX Racing                      | Aleksej Vasiljev Tomáš Kostka Robert Pergl              | Ferrari 550-GTS Maranello           | P      | 322    |
| 14   | GT1    | 67  | Convers MenX Racing                      | Aleksej Vasiljev Tomáš Kostka Robert Pergl              | Ferrari F133 5.9L V12               | P      | 322    |
| 15   | GT2    | 76  | IMSA Performance Matmut                  | Raymond Narac Richard Lietz Patrick Long                | Porsche 997 GT3-RSR                 | M      | 320    |
| 15   | GT2    | 76  | IMSA Performance Matmut                  | Raymond Narac Richard Lietz Patrick Long                | Porsche 3.8L Flat-6                 | M      | 320    |
| 16   | GT1    | 55  | Team Oreca                               | Stéphane Ortelli Soheil Ayari Nicolas Lapierre          | Saleen S7-R                         | M      | 318    |
| 16   | GT1    | 55  | Team Oreca                               | Stéphane Ortelli Soheil Ayari Nicolas Lapierre          | Ford 7.0L V8                        | M      | 318    |
| 17   | GT1    | 59  | Team Modena                              | Antonio García Jos Menten Christian Fittipaldi          | Aston Martin DBR9                   | M      | 318    |
| 17   | GT1    | 59  | Team Modena                              | Antonio García Jos Menten Christian Fittipaldi          | Aston Martin 6.0L V12               | M      | 318    |
| 18   | LMP2   | 31  | Binnie Motorsports                       | William Binnie Allen Timpany Chris Buncombe             | Lola B05/42                         | K      | 318    |
| 18   | LMP2   | 31  | Binnie Motorsports                       | William Binnie Allen Timpany Chris Buncombe             | Zytek ZG348 3.4L V8                 | K      | 318    |
| 19   | GT2    | 99  | Risi Competizione Krohn Racing           | Tracy Krohn Niclas Jönsson Colin Braun                  | Ferrari F430 GT2                    | M      | 314    |
| 19   | GT2    | 99  | Risi Competizione Krohn Racing           | Tracy Krohn Niclas Jönsson Colin Braun                  | Ferrari F136 4.0L V8                | M      | 314    |
| 20   | LMP1   | 19  | Chamberlain-Synergy Motorsport           | Gareth Evans Bob Berridge Peter Owen                    | Lola B06/10                         | M      | 310    |
| 20   | LMP1   | 19  | Chamberlain-Synergy Motorsport           | Gareth Evans Bob Berridge Peter Owen                    | AER P32T 4.0L Turbo V8              | M      | 310    |
| 21   | GT2    | 93  | Autorlando Sport Farnbacher Racing       | Pierre Ehret Lars-Erik Nielsen Allan Simonsen           | Porsche 997 GT3-RSR                 | P      | 309    |
| 21   | GT2    | 93  | Autorlando Sport Farnbacher Racing       | Pierre Ehret Lars-Erik Nielsen Allan Simonsen           | Porsche 3.8L Flat-6                 | P      | 309    |
| 22   | GT2    | 78  | AF Corse Aucott Racing                   | Joe Macari Ben Aucott Adrian Newey                      | Ferrari F430 GT2                    | M      | 308    |
| 22   | GT2    | 78  | AF Corse Aucott Racing                   | Joe Macari Ben Aucott Adrian Newey                      | Ferrari F136 4.0L V8                | M      | 308    |
| 23   | GT2    | 82  | Team LNT                                 | Lawrence Tomlinson Richard Dean Rob Bell                | Panoz Esperante GT-LM               | P      | 308    |
| 23   | GT2    | 82  | Team LNT                                 | Lawrence Tomlinson Richard Dean Rob Bell                | Ford (Élan) 5.0L V8                 | P      | 308    |
| 24   | GT1    | 73  | Luc Alphand Aventures                    | Jean-Luc Blanchemain Didier André Vincent Vosse         | Chevrolet Corvette C5-R             | M      | 306    |
| 24   | GT1    | 73  | Luc Alphand Aventures                    | Jean-Luc Blanchemain Didier André Vincent Vosse         | Chevrolet LS7-R 7.0L V8             | M      | 306    |
| 25   | LMP1   | 14  | Racing for Holland b.v.                  | Jan Lammers Jeroen Bleekemolen David Hart               | Dome S101.5                         | M      | 305    |
| 25   | LMP1   | 14  | Racing for Holland b.v.                  | Jan Lammers Jeroen Bleekemolen David Hart               | Judd GV5.5 S2 5.5L V10              | M      | 305    |
| 26   | LMP1   | 12  | Courage Compétition                      | Alexander Frei Jonathan Cochet Bruno Besson             | Courage LC70                        | M      | 304    |
| 26   | LMP1   | 12  | Courage Compétition                      | Alexander Frei Jonathan Cochet Bruno Besson             | AER P32T 3.6L Turbo V8              | M      | 304    |
| 27   | LMP2   | 33  | Barazi-Epsilon Zytek Engineering         | Adrián Fernández Haruki Kurosawa Robbie Kerr            | Zytek 07S/2                         | M      | 301    |
| 27   | LMP2   | 33  | Barazi-Epsilon Zytek Engineering         | Adrián Fernández Haruki Kurosawa Robbie Kerr            | Zytek ZG348 3.4L V8                 | M      | 301    |
| 28   | GT1    | 70  | PSI Experience                           | Claude-Yves Gosselin David Hallyday Philipp Peter       | Chevrolet Corvette C6.R             | P      | 289    |
| 28   | GT1    | 70  | PSI Experience                           | Claude-Yves Gosselin David Hallyday Philipp Peter       | Chevrolet LS7-R 7.0L V8             | P      | 289    |
| 29   | GT1    | 006 | Aston Martin Racing Larbre               | Patrick Bornhauser Roland Bervillé Gregor Fisken        | Aston Martin DBR9                   | M      | 272    |
| 29   | GT1    | 006 | Aston Martin Racing Larbre               | Patrick Bornhauser Roland Bervillé Gregor Fisken        | Aston Martin 6.0L V12               | M      | 272    |
| DNF  | LMP1   | 7   | Team Peugeot Total                       | Nicolas Minassian Jacques Villeneuve Marc Gené          | Peugeot 908 HDi FAP                 | M      | 338    |
| DNF  | LMP1   | 7   | Team Peugeot Total                       | Nicolas Minassian Jacques Villeneuve Marc Gené          | Peugeot HDi 5.5L Turbo V12 (Diesel) | M      | 338    |
| DNF  | LMP1   | 2   | Audi Sport North America                 | Tom Kristensen Allan McNish Rinaldo Capello             | Audi R10 TDI                        | M      | 262    |
| DNF  | LMP1   | 2   | Audi Sport North America                 | Tom Kristensen Allan McNish Rinaldo Capello             | Audi TDI 5.5L Turbo V12 (Diesel)    | M      | 262    |
| DNF  | LMP2   | 32  | Barazi-Epsilon                           | Juan Barazi Michael Vergers Karim Ojjeh                 | Zytek 07S/2                         | M      | 252    |
| DNF  | LMP2   | 32  | Barazi-Epsilon                           | Juan Barazi Michael Vergers Karim Ojjeh                 | Zytek ZG348 3.4L V8                 | M      | 252    |
| DNF  | GT2    | 83  | GPC Sport                                | Matthew Marsh Carl Rosenblad Jesús Diez Villarroel      | Ferrari F430 GT2                    | P      | 252    |
| DNF  | GT2    | 83  | GPC Sport                                | Matthew Marsh Carl Rosenblad Jesús Diez Villarroel      | Ferrari F136 4.0L V8                | P      | 252    |
| DNF  | LMP2   | 25  | Ray Mallock Ltd. (RML)                   | Mike Newton Andy Wallace Thomas Erdos                   | MG-Lola EX264                       | M      | 251    |
| DNF  | LMP2   | 25  | Ray Mallock Ltd. (RML)                   | Mike Newton Andy Wallace Thomas Erdos                   | AER P07 2.0L Turbo I4               | M      | 251    |
| DNF  | GT2    | 87  | Scuderia Ecosse                          | Chris Niarchos Tim Mullen Andrew Kirkaldy               | Ferrari F430 GT2                    | P      | 241    |
| DNF  | GT2    | 87  | Scuderia Ecosse                          | Chris Niarchos Tim Mullen Andrew Kirkaldy               | Ferrari F136 4.0L V8                | P      | 241    |
| DNF  | LMP2   | 35  | Saulnier Racing                          | Jacques Nicolet Alain Filhol Bruce Jouanny              | Courage LC75                        | M      | 224    |
| DNF  | LMP2   | 35  | Saulnier Racing                          | Jacques Nicolet Alain Filhol Bruce Jouanny              | AER P07 2.0L Turbo I4               | M      | 224    |
| DNF  | GT2    | 97  | Risi Competizione                        | Mika Salo Johnny Mowlem Jaime Melo, Jr.                 | Ferrari F430 GT2                    | M      | 223    |
| DNF  | GT2    | 97  | Risi Competizione                        | Mika Salo Johnny Mowlem Jaime Melo, Jr.                 | Ferrari F136 4.0L V8                | M      | 223    |
| DNF  | LMP2   | 24  | Noël del Bello Racing                    | Vitali Petrov Romain Ianetta Liz Halliday               | Courage LC75                        | M      | 198    |
| DNF  | LMP2   | 24  | Noël del Bello Racing                    | Vitali Petrov Romain Ianetta Liz Halliday               | AER P07 2.0L Turbo I4               | M      | 198    |
| DNF  | LMP1   | 13  | Courage Compétition                      | Jean-Marc Gounon Guillaume Moreau Stefan Johansson      | Courage LC70                        | M      | 175    |
| DNF  | LMP1   | 13  | Courage Compétition                      | Jean-Marc Gounon Guillaume Moreau Stefan Johansson      | AER P32T 3.6L Turbo V8              | M      | 175    |
| DNF  | GT2    | 85  | Spyker Squadron b.v.                     | Andrea Belicchi Andrea Chiesa Alex Caffi                | Spyker C8 Spyder GT2-R              | M      | 145    |
| DNF  | GT2    | 85  | Spyker Squadron b.v.                     | Andrea Belicchi Andrea Chiesa Alex Caffi                | Audi 3.8L V8                        | M      | 145    |
| DNF  | LMP2   | 40  | Quifel ASM Team Racing for Portugal      | Miguel Amaral Warren Hughes Miguel Ángel de Castro      | Lola B05/40                         | D      | 137    |
| DNF  | LMP2   | 40  | Quifel ASM Team Racing for Portugal      | Miguel Amaral Warren Hughes Miguel Ángel de Castro      | AER P07 2.0L Turbo I4               | D      | 137    |
| DNF  | LMP2   | 20  | Pir Compétition                          | Marc Rostan Chris MacAllister Gavin Pickering           | Pilbeam MP93                        | M      | 126    |
| DNF  | LMP2   | 20  | Pir Compétition                          | Marc Rostan Chris MacAllister Gavin Pickering           | Judd XV675 3.4L V8                  | M      | 126    |
| DNF  | GT2    | 80  | Flying Lizard Motorsports                | Johannes van Overbeek Seth Neiman Jörg Bergmeister      | Porsche 997 GT3-RSR                 | M      | 124    |
| DNF  | GT2    | 80  | Flying Lizard Motorsports                | Johannes van Overbeek Seth Neiman Jörg Bergmeister      | Porsche 3.8L Flat-6                 | M      | 124    |
| DNF  | LMP2   | 44  | Kruse Motorsport                         | Tony Burgess Jean de Pourtales Norbert Siedler          | Pescarolo 01                        | K      | 98     |
| DNF  | LMP2   | 44  | Kruse Motorsport                         | Tony Burgess Jean de Pourtales Norbert Siedler          | Judd XV675 3.4L V8                  | K      | 98     |
| DNF  | GT2    | 86  | Spyker Squadron b.v.                     | Jarek Janis Mike Hezemans Jonny Kane                    | Spyker C8 Spyder GT2-R              | M      | 70     |
| DNF  | GT2    | 86  | Spyker Squadron b.v.                     | Jarek Janis Mike Hezemans Jonny Kane                    | Audi 3.8L V8                        | M      | 70     |
| DNF  | GT2    | 71  | Seikel Motorsport Team Felbermayr-Proton | Horst Felbermayr sr. Horst Felbermayr jr. Philip Collin | Porsche 997 GT3-RSR                 | Y      | 68     |
| DNF  | GT2    | 71  | Seikel Motorsport Team Felbermayr-Proton | Horst Felbermayr sr. Horst Felbermayr jr. Philip Collin | Porsche 3.8L Flat-6                 | Y      | 68     |
| DNF  | LMP1   | 5   | Swiss Spirit                             | Marcel Fässler Jean-Denis Delétraz Iradj Alexander      | Lola B07/18                         | M      | 62     |
| DNF  | LMP1   | 5   | Swiss Spirit                             | Marcel Fässler Jean-Denis Delétraz Iradj Alexander      | Audi 3.6L Turbo V8                  | M      | 62     |
| DNF  | GT2    | 81  | Team LNT                                 | Tom Kimber-Smith Danny Watts Tommy Milner               | Panoz Esperante GT-LM               | P      | 60     |
| DNF  | GT2    | 81  | Team LNT                                 | Tom Kimber-Smith Danny Watts Tommy Milner               | Ford (Élan) 5.0L V8                 | P      | 60     |
| DNF  | LMP2   | 29  | T2M Motorsport                           | Robin Longechal Yutaka Yamagishi Yojiro Terada          | Dome S101.5                         | M      | 56     |
| DNF  | LMP2   | 29  | T2M Motorsport                           | Robin Longechal Yutaka Yamagishi Yojiro Terada          | Mader 3.4L V8                       | M      | 56     |
| DNF  | LMP1   | 9   | Creation Autosportif Ltd.                | Jamie Campbell-Walter Shinji Nakano Felipe Ortiz        | Creation CA07                       | D      | 55     |
| DNF  | LMP1   | 9   | Creation Autosportif Ltd.                | Jamie Campbell-Walter Shinji Nakano Felipe Ortiz        | Judd GV5.5 S2 5.5L V10              | D      | 55     |
| DNF  | LMP1   | 3   | Audi Sport Team Joest                    | Lucas Luhr Mike Rockenfeller Alexandre Prémat           | Audi R10 TDI                        | M      | 23     |
| DNF  | LMP1   | 3   | Audi Sport Team Joest                    | Lucas Luhr Mike Rockenfeller Alexandre Prémat           | Audi TDI 5.5L Turbo V12 (Diesel)    | M      | 23     |
| DNF  | GT1    | 64  | Corvette Racing                          | Oliver Gavin Olivier Beretta Max Papis                  | Chevrolet Corvette C6.R             | M      | 22     |
| DNF  | GT1    | 64  | Corvette Racing                          | Oliver Gavin Olivier Beretta Max Papis                  | Chevrolet LS7-R 7.0L V8             | M      | 22     |
| DNF  | LMP2   | 21  | Team Bruichladdich Radical               | Tim Greaves Stuart Moseley Robin Liddell                | Radical SR9                         | D      | 16     |
| DNF  | LMP2   | 21  | Team Bruichladdich Radical               | Tim Greaves Stuart Moseley Robin Liddell                | AER P07 2.0L Turbo I4               | D      | 16     |
| DNF  | GT1    | 53  | JLOC Isao Noritake                       | Koji Yamanishi Atsushi Yogo Marco Apicella              | Lamborghini Murciélago R-GT         | Y      | 1      |
| DNF  | GT1    | 53  | JLOC Isao Noritake                       | Koji Yamanishi Atsushi Yogo Marco Apicella              | Lamborghini L535 6.0L V12           | Y      | 1      |
| DNQ  | LMP1   | 10  | Arena Motorsports International          | Stefan Johansson Hayanari Shimoda Tom Chilton           | Zytek 07S                           | M      | 0      |
| DNQ  | LMP1   | 10  | Arena Motorsports International          | Stefan Johansson Hayanari Shimoda Tom Chilton           | Zytek 2ZG408 4.0L V8                | M      | 0      |

1923 · 1924 · 1925 · 1926 · 1927 · 1928 · 1929 · 1930 · 1931 · 1932 · 1933 · 1934 · 1935 · 1936 · 1937 · 1938 · 1939 · 1940 - 1948 · 1949 · 1950 · 1951 · 1952 · 1953 · 1954 · 1955 (Ramp) · 1956 · 1957 · 1958 · 1959 · 1960 · 1961 · 1962 · 1963 · 1964 · 1965 · 1966 · 1967 · 1968 · 1969 · 1970 · 1971 · 1972 · 1973 · 1974 · 1975 · 1976 · 1977 · 1978 · 1979 · 1980 · 1981 · 1982 · 1983 · 1984 · 1985 · 1986 · 1987 · 1988 · 1989 · 1990 · 1991 · 1992 · 1993 · 1994 · 1995 · 1996 · 1997 · 1998 · 1999 · 2000 · 2001 · 2002 · 2003 · 2004 · 2005 · 2006 · 2007 · 2008 · 2009 · 2010 · 2011 · 2012 · 2013 · 2014 · 2015 · 2016 · 2017 · 2018 · 2019 · 2020 · 2021 · 2022 · 2023 · 2024